# 徐强 (1970年)
徐强（1970年11月—），男，汉族，辽宁大连人，中华人民共和国工人，中国共产党党员，现任沈阳鼓风机集团齿轮压缩机有限公司副总经理，辽宁省总工会副主席。沈阳电视大学金融专业毕业。

## 生平
2008年，当选第十一届全国人民代表大会辽宁地区代表。2015年1月15日，辽宁省第十二届人大常委会第十五次会议补选为第十二届全国人民代表大会代表。